# 鼻屎樹 (阿拉巴馬州)
鼻屎樹（英語：Booger Tree）是位於美國阿拉巴馬州溫斯頓縣的一個鬼鎮。由於此地已於1850年代被荒廢，本地已無人居住。

## 地理
鼻屎樹的座標為34°11′11″N 87°31′05″W / 34.18639°N 87.51806°W，而該地的平均海拔高度為258米（即846英尺）。